# Dorcatoma ambjoerni
Dorcatoma ambjoerni là một loài bọ cánh cứng thuộc chi Dorcatoma trong họ Ptinidae.